# Milbourne Grange
Milbourne Grange var en civil parish 1866–1955 när det uppgick i Ponteland, i grevskapet Northumberland i England. Civil parish var belägen 13 km från Morpeth och hade 27 invånare år 1951.